# Saint-Pantaly-d'Ans
Saint-Pantaly-d'Ans (en occitano Sent Pantali d'Ans) era una comuna francesa situada en el departamento de Dordoña, de la región de Nueva Aquitania, que el uno de enero de 2017 pasó a ser una comuna delegada de la comuna nueva de Cubjac-Auvézère-Val-d'Ans al unirse con las comunas de Cubjac y La Boissière-d'Ans.

## Demografía
| Gráfica de evolución demográfica de Saint-Pantaly-d'Ans entre 1800 y 2014 |
|                                                                           |

Los datos demográficos contemplados en este gráfico de la comuna de Saint-Pantaly-d'Ans se han cogido de 1800 a 1999 de la página francesa EHESS/Cassini, y los demás datos de la página del INSEE.